# Conjoncture (économie)
 (avril 2012).
Pour les articles homonymes, voir Conjoncture.
La conjoncture est la situation économique d’un pays à un moment donné.

## Définition
Le terme de conjoncture fait référence aux évolutions économiques de court terme d’un ensemble économique, en général un pays. Elle s’apprécie à l'aide d'indicateurs économiques tels que le taux de croissance du PIB, le taux d'inflation, l’évolution du taux de chômage, la balance commerciale, etc.
La conjoncture est liée aux cycles économiques, et ses durées types des changements conjoncturels vont de quelques mois à quelques années. 

## Étude et prise en compte
La conjoncture est étudiée au niveau d'un pays, d'une région, ou, à un niveau plus fin, au niveau d'un secteur économique particulier. On peut parler alors de la conjoncture économique d'une entreprise.
Le gouvernement et la banque centrale d'un pays tentent généralement de limiter l'influence néfaste des trop grandes variations de conjoncture économique sur l'activité économique au moyen de politiques conjoncturelles.
Par exemple, en période de « surchauffe économique », la banque centrale peut augmenter ses taux directeurs pour éviter les bulles spéculatives, l’accélération de l'inflation et le sur-investissement, c'est-à-dire les investissements dans des projets non-rentables ou l'accumulation de capacités excédentaires de production dans certains secteurs économiques. À l'inverse quand se présente un risque de récession économique elle peut abaisser ses taux, dans la mesure toutefois où cela ne risque pas de provoquer des tensions inflationnistes.
Inversement, le gouvernement et la banque centrale encourageront l'activité dans les périodes de creux économique.